# Herb powiatu suskiego
Herb powiatu suskiego – jeden z symboli powiatu suskiego, ustanowiony 14 marca 2000.

## Wygląd i symbolika
Herb przedstawia na tarczy głowę orła na czerwonym tle. Po obu jej stronach znajdują się dwa złote świerki, a pod nią trzy białe belki. Głowa orła to część podobizny orła, która znajduje się w herbie województwa małopolskiego. Drzewa symbolizują bogactwo lasów tego regionu, a trzy białe belki - trzy miasta powiatu: Suchą Beskidzką, Maków Podhalański i Jordanów. Trzy srebrne belki to godło herbu Korczak - rodziny Komorowskich właścicieli "państwa suskiego" w XVI i XVIII wieku.